# Roelof Kruisinga
Roelof Johannes Hendrik Kruisinga (Grijpskerk, 27 augustus 1922 – Wassenaar, 7 december 2012) was een Nederlands arts, volksgezondheidsdeskundige, zorgbestuurder en politicus. Hij was actief voor de CHU en het CDA, en was staatssecretaris en minister voor deze partijen.
Kruisinga werd geboren in Grijpskerk. Hij kwam uit een doopsgezinde familie, maar liet zichzelf op volwassen leeftijd bewust niet dopen en trad toe tot de Nederlandse Hervormde Kerk (nu deel van de PKN), naar eigen zeggen omdat hij het volkskerk karakter daarvan belangrijk vond. Hij specialiseerde zich tot kno-arts en promoveerde in 1955 cum laude aan de RUG op de dissertatie Slechthorendheid en het verstaan van spraak: een onderzoek naar de validiteit van het gehoororgaan. Hij vervulde als arts verschillende functies in de gezondheidszorg, werd uiteindelijk directeur-generaal van de Volksgezondheid en daarna staatssecretaris van Volksgezondheid en Verkeer en Waterstaat. Hij bracht in die functies wetgeving tot stand over lucht- en waterverontreiniging.
Hij volgde in 1973 Tilanus jr. op als fractievoorzitter van de CHU. In die positie voer hij een andere koers dan zijn collega-fractieleiders van de overige twee confessionele partijen, KVP en ARP, die gedoogden dat 6 politici van KVP- en ARP-huize op persoonlijke titel deelnamen aan het progressieve minderheidskabinet van Den Uyl; Kruisinga voerde samen met Wiegel oppositie tegen dit kabinet-Den Uyl. Om die reden werd hij door de PvdA-onderhandelaars in de kabinetsformatie van 1977 geweigerd als potentieel minister in een beoogd tweede kabinet Den Uyl.
Kruisinga was in het eerste kabinet-Van Agt korte tijd minister van Defensie. Hij trad al na een paar maanden af, omdat hij zich keerde tegen het Amerikaanse besluit een neutronenbom te gaan ontwikkelen. Als achtergrond van zijn bezwaren tegen het neutronenwapen noemde hij het doorwerken van het traditionele vredesgetuigenis uit zijn doopsgezinde verleden. Daarom bestond er voor zijn optreden ook binnen het kabinet weinig draagvlak.
Begin jaren tachtig was hij vicepresident van de Wereldgezondheidsorganisatie. Nadien zat hij van 1981 tot 1991 voor het CDA in de Eerste Kamer.

## Bedrijfsleven
In 1979 richtte hij Cross Options op: een market maker voor de handel in opties op de European Options Exchange. Zijn zonen Jurjen en Hugo Kruisinga hebben hier de leiding overgenomen.
- Biografisch Portaal: 08047120
- Gemeinsame Normdatei: 124652841X
- International Standard Name Identifier: 0000 0003 8851 6361
- Nederlandse Thesaurus van Auteursnamen: 072069554
- Parlement.com: vg09llf0tjxq
- Virtual International Authority File: 281702465
- WorldCat: E39PBJyrTHGGwpkKG8x4VVmPQq